# Município de Clark (condado de Brown, Ohio)
Localização do Ohio nos E.U.A.
O município de Clark (em inglês: Clark Township) é um local localizado no condado de Brown no estado estadounidense de Ohio. No ano 2010 tinha uma população de 3121 habitantes e uma densidade populacional de 40,65 pessoas por km².

## Geografia
O município de Clark encontra-se localizado nas coordenadas 38° 55′ 56″ N, 83° 59′ 35″ O. Segundo a Departamento do Censo dos Estados Unidos, o município tem uma superfície total de 76.77 km², da qual 76,75 km² correspondem a terra firme e (0,03 %) 0,02 km² é água.

## Demografia
Segundo o censo de 2010, tinha 3121 pessoas residindo no município de Clark. A densidade de população era de 40,65 hab./km².